# Saint-Christophe-du-Bois
Saint-Christophe-du-Bois is een gemeente in het Franse departement Maine-et-Loire in de regio Pays de la Loire. De gemeente maakt deel uit van het arrondissement Cholet en sinds 22 maart 2015 van het op die dag gevormde kanton Saint-Macaire-en-Mauges, in 2020  hernoemd naar kanton Sèvremoine. Daarvoor viel het onder het kanton Cholet-3, dat op die dag opgeheven werd. De gemeente telde 2.843 inwoners op 1 januari 2022.

## Geografie
De oppervlakte van Saint-Christophe-du-Bois bedraagt 21,75 vierkante kilometer; Op 1 januari 2022 was de bevolkingsdichtheid 130,7 inwoners per km².

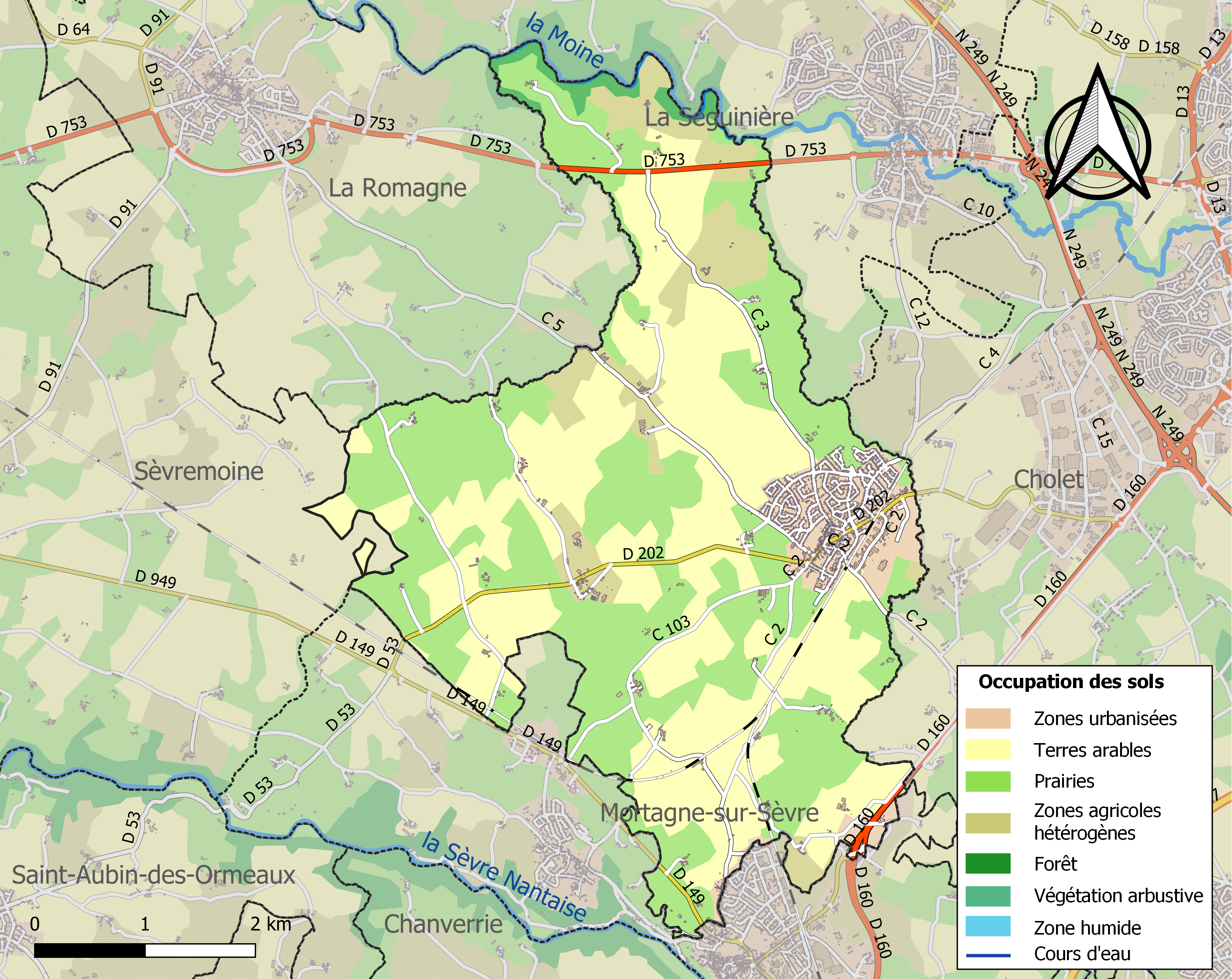
Kaart van de gemeente met de belangrijkste infrastructuur, bodemgebruik en omliggende gemeenten

## Demografie
Onderstaande figuur toont het verloop van het inwonertal.
Le May-sur-Èvre · La Romagne · Saint-Christophe-du-Bois · Saint-Léger-sous-Cholet · La Séguinière · Sèvremoine